# Золота карета (фільм, 1952)
«Золота карета» (фр. Le Carrosse d'or, італ. La carrozza d'oro) — франко-італійський драмедійний фільм 1952 року, поставлений режисером Жаном Ренуаром за мотивами п'єси Проспера Меріме «Карета святих дарів» (фр. Le carrosse du Saint-Sacrement). Фільм існує в трьох версіях: англійській, французькій та італійській.

## Сюжет
XVIII століття. Трупа комедіантів дає виставу в іспанській колонії в Південній Америці. До зірки трупи Камілли, яка грає роль Коломбіни, одночасно залицяються три чоловіки: віце-король, який дарує їй чудову золоту карету, ризикуючи при цьому бути позбавленим влади знаттю з дозволу архієпископа; молодий іспанський офіцер Феліпе, з яким вона познайомилася на кораблі (він вирушить битися з індіанцями і там, далеко від цивілізації, відкриє для себе новий світ, куди покличе Каміллу); і, нарешті, мускулистий та самозакоханий тореадор Рамон, який пропонує Каміллі розділити з ним славу й усі задоволення. Через Каміллу король трохи не втрачає трон; офіцер і Рамон б'ються на дуелі та потрапляють під арешт. Щоб усіх примирити, Камілла дарує карету архієпископові, щоб той міг швидше доставляти до вмираючих церковні дари. Камілла розуміє, що її справжнє життя — не в коханні, де вона ніяк не може зробити правильний вибір, а на сцені, де вона щедро обдарована усім.

## У ролях
| • Анна Маньяні    | … | Камілла / Коломбіна       |
| • Дункан Ламонт   | … | віце-король Фердинанд     |
| • Одоардо Спадаро | … | дон Антоніо               |
| • Ріккардо Ріолі  | … | Рамон                     |
| • Пол Кембл       | … | Феліне Ак'єрре            |
| • Пала Фйореллі   | … | Ізабелла                  |
| • Джордж Гіггінз  | … | Мартінес                  |
| • Ральф Труман    | … | герцог де Кастро          |
| • Джизелла Метьюз | … | маркіза Ірена Альтамірано |
| • Раф Де Ла Торре | … | прокурор                  |
| • Єлена Альтієрі  | … | герцогиня де Кастро       |
| • Жан Дебюкур     | … | єпископ Кармоль           |

## Знімальна група
- Автор сценарію — Жан Ренуар, Ренцо Авенцо, Джуліо Маккі, Джек Керкленд, Жинетт Дуанель за мотивами п'єси Проспера Меріме "Карета святих дарів" (фр. Le сагrosse du Saint-Sacrement, 1829)
- Режисер-постановник — Жан Ренуар
- Продюсер — Франческо Алліата
- Асоційований продюсер — Ренцо Авенцо
- Оператор — Клод Ренуар, Роналд Гілл
- Музика — Антоніо Вівальді
  - аранжування Джино Маринуцці
- Монтаж — Девід Гокінс
- Художник-постановник — Маріо К'ярі
- Художник з костюмів — Марія Де Маттеї
- Художник-декоратор — Джино Брозіо

## Нагороди та номінації
| Список нагород та номінацій                       | Список нагород та номінацій | Список нагород та номінацій                   | Список нагород та номінацій | Список нагород та номінацій | Список нагород та номінацій |
| Кінофестиваль/Кінопремія                          | Рік                         | Категорія                                     | Номінант(и)                 | Результат                   | Дж                          |
| ------------------------------------------------- | --------------------------- | --------------------------------------------- | --------------------------- | --------------------------- | --------------------------- |
| Італійський національний синдикат кіножурналістів | 1953                        | «Срібна стрічка» за найкращий дизайн костюмів | Марія Де Маттеї             | Перемога                    |                             |

## Критика
Кінорежисер Франсуа Трюффо, який вважає Жана Ренуара «найбільшим кінематографістом», вважає «Золоту карету» ключовим фільмом у творчій кар'єрі Ренуара. Він бачить цей фільм «найблагороднішим і найвишуканішим з усіх ним знятих», який об'єднує «спонтанність та винахідливість довоєнного Ренуара» та «строгість американського Ренуара».
Французький кінокритик Жак Лурселль розцінює фільм, як «абсолютний шедевр Ренуара», називаючи його «найцивілізованішим і європейським з усіх його фільмів». На думку Лурселля: «„Золота карета“ — синтез образотворчого і драматичного мистецтв, музики і особистої сповіді — один з тих рідкісних фільмів, які примушують повірити в перевагу кінематографу над іншими видами мистецтва».